# Vuk Vidor
Ne doit pas être confondu avec Vladimir Veličković.
Vuk Vidor, de son nom d’état civil Vuk Veličković, est un artiste franco-serbe né en 1965 à Belgrade, en Serbie.

## Biographie

### Famille et formation
Vuk Vidor est le fils du peintre, dessinateur et graveur français d’origine yougoslave Vladimir Veličković et le grand frère de l'artiste Marko Velk. Il étudie d’abord l’architecture à l’École nationale supérieure des beaux-arts Paris-Tolbiac, dont il est diplômé en 1990.

### Carrière
Il expose plusieurs de ses projets architecturaux utopiques et conceptuels aux côtés de pionniers tels que Zaha Hadid, Morphosis, Coop Himmelblau, Eric Moss...
Il remporte le prix Ito Ham en 1986 puis décide se tourner complètement vers la peinture en 1992. Une série de dessins à l’encre sur papier entamée en 1989 et intitulée « King Ink » sert souvent de base à ses tableaux.

### Prix
- 1996: Prix international de peinture de la ville de Vitry-sur-Seine[3]

## Travail artistique
Le travail de Vuk Vidor est caractérisé par son éclectisme. La réflexion sur la vie et la mort est saillante dans la série de tableaux « Ascendance », dans laquelle il représente des crânes reliés entre eux. De cette façon, il cherche à représenter des connexions émotionnelles, temporelles, historiques ou cosmiques. Ses tableaux sont pleins d’ironie. La série « Everlast » symbolise quant à elle les quatre périodes de la vie : enfance, âge adulte, vieillesse et mort. Il travaille sur plusieurs médiums, principalement la peinture et le dessin, mais fait parfois des sculptures et des installations. En 2000, il a notamment contribué à une exposition autour de la couleur rouge, qui incarne à la fois l’éros et le sang, la violence.
En 2015, Vuk Vidor organise une exposition autour d’un industriel et scientifique extraterrestre fictif, Thomas Jerome Newton, issu du film L’Homme qui venait d’ailleurs, un film sorti en 1976. Il construit alors une histoire autour du personnage, affirmant que celui-ci s’apprête à donner une interview au magazine Time. Il fait mine d’avoir eu accès aux archives personnage et présente des documents sur celui-ci. La figure de David Bowie, qui incarne au cinéma Thomas Jerome Newton, est donc omniprésente dans l’exposition, conçue comme un dossier. Auparavant, il s’était déjà intéressé à la figure du chanteur et acteur Elvis Presley, qu’il avait transformé en Evils.
Vuk Vidor a collaboré avec les musiciens Goran Bregović et Marc Cerrone, et le groupe de rock anglais Duran Duran. Il a réalisé de nombreux clips musicaux en Serbie pendant les années 1990. En 2006, il collabore avec un constructeur automobile américain pour le lancement de la Chrysler 300c, travaillant au format vidéo sur le thème de la convoitise.
En 2018, il organise, conçoit et met en scène la cérémonie de réouverture du Musée National Serbe, fermé depuis 12 ans. La cérémonie inclut notamment la projection de films sur la façade, dont "Awakening", qui montre le danseur Sergei Polounine sur une musique de la compositrice serbe Isidora Zebeljan. La même année, il rend hommage à 5 personnalités de la scène artistique et musicale des années 1980 et 90, lors d'une exposition à Belgrade intitulée "Everybody left the room and I'm alone with an empty glass in my hand".

## Engagement
Vuk Vidor se positionne comme un artiste engagé. En 2003, il prend parti pour les migrants : dans une installation intitulée Serbia Remix Project, il représente un sac en plastique rayé bleu, blanc et rouge, trait commun aux victimes de tous les conflits du monde moderne, selon lui. Certains éléments de son travail contiennent des références historiques ou évoquent la guerre. Il réalise une statue en or de lui-même, ce qui l’amène à réfléchir à son ego d’artiste, mais aussi au nationalisme serbe.
En 2009, dans une série intitulée « American Quartet », Vuk Vidor donne à voir sa propre vision des États-Unis. Il délivre une critique du mythe américain de la Frontière, et dénonce l’omnipotence de l’Amérique à travers la représentation de superhéros désabusés et fatigués, voire crucifiés,. C’est ainsi que Captain America se meut en un Atlas qui n’a pas le monde comme fardeau, mais le rêve américain. On y voit aussi Jésus crucifié sur la croix de l’actionnariat. L’univers décalé, post 11-septembre, s’inspire du pop art et des comics américains, pour mieux les parodier. Vuk Vidor retourne les symboles d'une l’Amérique infiltrée par la peur et rend les héros inutiles ou méchants. Il expose ses productions aux États-Unis pour mettre ce pays face à ses contradictions. Il entend démontrer qu’aujourd’hui « même les super-héros ne peuvent plus nous sauver ». De manière générale, le travail de Vuk Vidor s'interroge sur la place de l’humanité dans l’univers.

## Vision de l'art
Vuk Vidor défend une vision de l'art qui n'est pas toujours consensuelles : « Vuillard était meilleur que Bonnard, Tapiès de même, Rauschenberg était meilleur avant, Twombly a toujours peint de la merde, Bacon était meilleur vivant », affirme-t-il dans un tableau aux allures de manifestes, intitulé Art history, présenté en 1999. En 2007, il fait partie des signataires d’une tribune publiée dans le journal L’Humanité, dans laquelle il regrette la participation du ministère de la Culture à la normalisation et au monopole d’un art officiel, fustige les « manipulateurs masqués » qui imposent le diktat de la mode et des tendances et réclame une répartition des lieux d’exposition temporaires jugée plus équitable. Transgressif, il a même réalisé des vidéos érotiques.
Vuk Vidor est, en 2012, l'un des créateurs du mouvement sous-réaliste, avec l'artiste franco-américain d’origine serbe Kosta Kulundzic et l'artiste français Stéphane Pencréac'h. Ce mouvement est créé en réaction à la conceptualisation de la peinture contemporaine : pour ces artistes, l'image doit primer sur l'idée et non l'inverse. Le sous-réalisme rassemble des artistes qui partagent une même vision de la condition d’artiste, visant à se libérer des diktats du marché et des modes.

## Expositions

### Expositions personnelles
- 2013
  - Newton, Galerie Poulsen, Copenhague
  - Les 7 péchés capitaux, Mazel Galerie, Bruxelles
- 2009 : Superheroe, Galerie Magda Danysz, Paris
- 2007 : Even Super Heroes Can’t Save Us Now, Cueto Project, New York, États-Unis
- 2006 :
  - If you’re looking for trouble you came to the right place, Galerie Valérie Cueto, Paris
  - The Blood Value of the Banana, Palais de Tokyo, Paris
- 2005
  - If you’re looking for trouble you came to the right place, Art Basel Miami Beach, États-Unis
  - If you’re looking for trouble you came to the right place, ARCO 05, Madrid
- 2004
  - Eldorado, Galerie Valérie Cueto, Paris
  - If you are looking for trouble you came to the right place, CZKD, Belgrade
  - Art history, installation murale, Palais de Tokyo, Paris
- 2003
  - Flesh for Fantasy, Galerie Valérie Cueto, Paris
  - Flesh for Fantasy, Emmanuel Javogue Fine Art, Miami
- 2001 : Serbia Remix, Belgrade
- 1999 :
  - (L)overs, Galerie Valérie Cueto, Paris
  - Last Painting of the Century, Galerie Valérie Cueto, Paris
  - Last Painting of the Century, Picture Show Gallery, Berlin
- 1995
  - Give me back my flag, CZKD, Belgrade
  - Museum of Modern Art, Kragujevac, Yougoslavie
  - Galerie 12 +, Belgrade

### Expositions collectives
- 2018 : 
  - Action ! La Nouvelle École française : première époque, Bastille Design Center, Paris
  - Limited, Galerie Nationale Nadezda Petrovic, curateur aux côtés d'Uros Djuric et de Mihael Milunovic
- 2015 : Blackout, Mazel Galerie, Bruxelles
- 2014
  - St’Art Art Fair, Mazel Galerie, Strasbourg
  - Sur le papier, Mazel Galerie, Bruxelles
- 2013
  - Drawing Now, Carrousel du Louvre, Paris
  - Under Realism 3, La Lune en parachute, Epinal
  - Under Realism v. 4.0, Acentmètresducentredumonde, Perpignan
  - SOON, Mazel Galerie, Bruxelles
- 2012
  - Louise Alexander Gallery, Porto Cervo, Italie
  - Art Paris, Louise Alexander Gallery, Paris
  - Quelques instants plus tard… Art & Bande dessinée, Réfectoire des Cordeliers, Paris
  - The Gallery Poulsen Late Summer Show 2012, Gallery Poulsen, Copenhague
  - Une histoire vraie. Leopold Rabus & Guests, Gallery Aeroplastics, Bruxelles
  - Happy Birthday Marilyn… 50 ans déjà, Mazel Galerie, Bruxelles
  - Under Realism 1, Centre culturel de Serbie, Paris
  - Under Realism 2, Galerija Progrès, Belgrade
  - Tensions, Mazel Galerie, Bruxelles
- 2011 : Words and dreams. Where technology meets dreams and vice versa, 18Gallery Shanghai - Bund 18, Shanghai
- 2010
  - Vuk Vidor and Friends, Gallery Poulsen, Copenhague
  - The Poulsen X-Mas Show 2010, Gallery Poulsen, Copenhague
  - Speed Painting, Galerie Magda Danysz, Paris
- 2009
  - Vraoum !, Maison Rouge, Paris
  - That's all Folks!, Stadshallen, Bruges, Belgique
  - Elusive Dreams 2, Irish Museum of Contemporary Art, Dublin
- 2008 : Micro-Narratives: Temptation of Small Realities, Musée d’art moderne de Saint-Étienne Métropole, Saint-Étienne
- 2007
  - Micro Narratives, 45ème salon d’octobre, Belgrade
  - The Theatre of Cruelty, White Box, New York, États-Unis
  - Zeitgeist, Cueto Project, New York, États-Unis
  - Superego, CZKD, Belgrade
  - French Touche, Villa Tamaris, La Seyne-sur-Mer
- 2006 : Faites de beaux rêves, Nuit Blanche, Paris
- 2005
  - Artists & Arms, Maars Gallery, Moscou
  - Exposition inaugurale, Marta Herford, Herford, Allemagne
  - Art Cologne, Cologne, Allemagne
  - Foire internationale d'art contemporain, Paris
  - Art Brussels, Bruxelles
  - Cosmopolis, Muséum of Contemporary Art of Thessaloniki, Thessalonique, Grèce
  - My Favorite Things: Peinture en France, Musée d’art contemporain, Lyon
- 2004
  - Comic Release: Negotiating Identity for a New Generation, Regina Gouger Miller Gallery, Université Carnegie-Mellon, Pittsburgh, États-Unis
  - Comic Release: Negotiating Identity for a New Generation, University of Arizona Museum of Art, Tucson, États-Unis
  - Comic Release: Negotiating Identity for a New Generation, Armory Center for the Arts, Pasadena, États-Unis
  - Comic Release: Negotiating Identity for a New Generation, Art House, Austin, États-Unis
  - Comic Release: Negotiating Identity for a New Generation, Université Western Washington, Bellingham, États-Unis
  - Comic Release: Negotiating Identity for a New Generation, Art Brussels, Bruxelles
  - Comic Release: Negotiating Identity for a New Generation, Foire internationale d'art contemporain, Paris
- 2003
  - Central, Galerie Ernst Hilger, Belgrade
  - Comic Release: Negotiating Identity for a New Generation, The Contemporary Museum, Honolulu, Hawaï, États-Unis
  - Comic Release: Negotiating Identity for a New Generation, The Naples Museum of Art, Naples (Floride), États-Unis
  - Comic Release: Negotiating Identity for a New Generation, Real Area Ways, Hartford, États-Unis
  - Comic Release: Negotiating Identity for a New Generation, Austin Museum of Art, Austin, États-Unis
  - Comic Release: Negotiating Identity for a New Generation, Université Carnegie-Mellon, Pittsburgh, États-Unis
  - Comic Release: Negotiating Identity for a New Generation, Contemporary Arts Center, La Nouvelle-Orléans, États-Unis
  - Comic Release: Negotiating Identity for a New Generation, Université de North Texas, États-Unis
  - Black Box, Palais de Tokyo, Paris
  - Scope Art Fair, New York, États-Unis
- 2002 : Supercellular ! De la Particule dans les Arts Plastiques au début du XXIe siècle, Galerie Valérie Cueto, Paris - Chicago - Madrid - Miami - Turin
- 2000 : L'Autre Europe n°2, Galerie du Jeu de Paume, Paris
- 1997
  - Galerie municipale de Vitry-sur-Seine, Vitry-sur-Seine
  - Transformers, CZKD, Belgrade
- 1996
  - Galerie Nova, Ibiza, Espagne
  - Un cadeau unique, Galerie Lucien Durand, Paris
  - Novembre à Vitry, Vitry-sur-Seine
- 1995 : Image pour Sarajevo, Galerie Le Sous-Sol, Paris
- 1994
  - Salon de Montrouge
  - L’art au marché, Paris
- 1993
  - Découverte, Galerie Philippe Uzan, Paris
  - Salon de mai, Grand Palais, Paris
  - Falling astronauts, Louvain-la-Neuve et Anvers, Belgique